# Крсманович, Деян
Деян Крсманович (серб. Дејан Крсмановић / Dejan Krsmanović; 16 января 1986, Златиборский округ, Югославия) — сербский лыжник и биатлонист, участник чемпионатов мира.

## Биография
На крупных биатлонных соревнованиях дебютировал в 2005 году. Тогда Крсманович участвовал в Кубке Европы. В следующем году он впервые принял участие в Чемпионате Европы. Однако больших достижений сербу добиться не удалось. Лучший результат на первенствах континента - 61-е место в спринте в Лангдорфе в 2006 году.
С сезона сезоне 2012/13 принимает участие на этапах Кубка мира. Ранее в 2012 году биатлонист дебютировал на Чемпионате мира, где занял только 127-е место в спринте. На данный момент лучшим результатом спортсмена на этапах Кубка мира является 88-е место в спринте в Ханты-Мансийске в сезоне 2014/15.
Деян Крсманович также принимает участие в соревнованиях по лыжным гонкам. В 2012 году он соревновался на Балканском кубке. В гонке на 10 км серб занял 6-е место. В 2013 год Крсманович выступал на крупных лыжных соревнованиях в шведской Бруксваларне. На них в гонке на 15 км он не сумел дойти до финиша.
Помимо сербского, владеет английским и русским языком.

## Статистика выступлений на Чемпионатах мира по биатлону
| Год  | Место проведения | Инд | Спр | Эст |
| ---- | ---------------- | --- | --- | --- |
| 2012 | Рупольдинг       | -   | 127 | -   |
| 2015 | Контиолахти      | 115 | 120 | LPD |